# Josef Bau
Joseph Bau (in ebraico יוסף באו‎?) (Cracovia, 13 giugno 1920 – Tel Aviv, 23 maggio 2002) è stato un artista e poeta polacco, sopravvissuto al campo di concentramento nazista di Płaszów durante la seconda guerra mondiale.

## Biografia
Ha studiato come grafico all'Accademia di belle arti Jan Matejko a Cracovia, in Polonia. La sua formazione fu interrotta dalla seconda guerra mondiale quando venne deportato al campo di concentramento di Płaszów verso la fine del 1941. Avendo talento nel disegno delle lettere gotiche, lavorò nel campo per fare segni e mappe per i tedeschi. Durante la prigionia a Płaszów, Bau creò una miniatura "the size of his hand", libro illustrato con la sua poesia. Lavorò anche alla falsificazione di documenti di identità per le persone che riuscirono a fuggire dal campo.
Durante la sua prigionia, Bau si innamorò di un'altra detenuta, Rebecca Tennenbaum. Si sposarono segretamente, nonostante il divieto da parte dei tedeschi, nella baracca delle donne a Płaszów. La storia è stata raccontata anche nel film Schindler's List - La lista di Schindler di Steven Spielberg.
Dopo Płaszów, Bau fu trasferito al Campo di concentramento di Gross-Rosen e poi nel campo speciale creato da Oskar Schindler a Brněnč (KZ-Außenlager Brünnlitz) in Moravia dove rimase fino alla fine della guerra. Dopo la liberazione, Bau si laureò presso l'Università di Arti Plastiche di Cracovia. Nel 1950, si trasferì in Israele insieme alla moglie e alla figlia di tre anni dove lavorò come grafico presso l'Istituto Brandwein a Haifa e per il governo di Israele. Bau ha aperto il suo studio nel 1956 a Tel Aviv. Era ben conosciuto per il disegno dei titoli per quasi tutti i film israeliani negli anni tra il 1960 e '70. Allo stesso tempo, ha scritto un certo numero di libri in ebraico e continuò a scrivere poesie.